# Thalaba ibn Salama al-Amili
Thalaba ibn Salama al-Amili (Arabisch: ثعلبة بن سلامة العاملي) was wāli van Al-Andalus van 742 tot 743. Hij was een Syrische generaal en leider van de jund (administratief district) van de Jordaniërs in Al-Andalus en volgde in 742 Balj ibn Bishr op als gouverneur. 
De Omajjaden kalief Hisham ibn Abd al-Malik stuurde hem met een groot leger (30.000 man) naar Ifriqiyah waar hij in de herfst van 741 onder Kulthum ibn Iyad al-Qasi en diens neef Ibn Bishr door rebellerende  Berbers onder Khalid ibn Humayd al-Zanati in de Slag bij Shalaf (bij Tanger) werd verslagen.
In 743 werd hij afgezet en samen met andere prominente Syriërs verbannen naar Noord-Afrika.